# Witry-lès-Reims
Witry-lès-Reims – miejscowość i gmina we Francji, w regionie Grand Est, w departamencie Marna.
Według danych na rok 1990 gminę zamieszkiwały 4572 osoby, a gęstość zaludnienia wynosiła 277 osób/km².